# Ka ska æ gjærra
Ka ska æ gjærra è l'album di debutto della cantante norvegese Eva Peggy Stensønes, pubblicato nel 1978 su etichetta discografica Oppsong.

## Tracce
Lato A
1. Ordbok – 1:50
2. Med di hand i mi – 2:21
3. Havdraum – 2:38
4. Pass deg for menn fra havet – 2:32
5. Egil – 2:31
6. Johnsen på hjørnet – 1:46
7. Smøla, Smøla – 3:28

Lato B
1. Hei lille klovn – 3:42
2. Sjømannsvise (Folketone frå Kristiansund) – 0:50
3. Ka ska æ gjærra – 3:37
4. Vuggesang for dag andrè – 2:35
5. Årstidene – 3:24
6. Visdom – 3:09

## Classifiche
| Classifica (1978) | Posizione massima |
| ----------------- | ----------------- |
| Norvegia          | 18                |